# 洋馆长屋
洋館長屋（ようかんながや）是日本兵库县神户市中央区北野通的一座異人館。属于重要传统的建造物群保存地区「北野町山本通」的构成部分，并被列入近代住宅100選。
该建筑为2层木建筑，建于1908年（明治41年），是神户旧居留地的一座外侨建筑。现在馆内装饰有绘画作品。

## 外部連結
- 仏蘭西館｜異人館ネット（2014年11月24日閲覧） （页面存档备份，存于）
- 洋館長屋(仏蘭西館)[観光]神戸公式観光サイト FeelKOBE（2014年11月24日閲覧） （页面存档备份，存于）
- 仏蘭西館（洋館長屋） 　 神戸北野異人館街（2014年11月24日閲覧） （页面存档备份，存于）
- 神戸北野の異人館　洋館長屋（仏蘭西館）のご案内（2014年11月24日閲覧）